# Xysticus khasiensis
Xysticus khasiensis är en spindelart som beskrevs av Benoy Krishna Tikader 1980. Xysticus khasiensis ingår i släktet Xysticus och familjen krabbspindlar. Inga underarter finns listade i Catalogue of Life.